# Don’t Forget About Us
«Don’t Forget About Us» — песня была написана Мэрайей Кэри, Джермани Дюпри, Джонтой Аустин и Брайаном-Майклом Кокс, и записана для переиздания десятого студийного альбома Мэрайи The Emancipation of Mimi. Трек был издан пятым синглом (четвёртым в Северной Америке) в конце 2005 года. Песня заняла первые строчки чартов в Финляндии и США, а также вошла в чарты всех стран мира. Песня была номинирована два раза на 49-й ежегодной церемонии вручений наград «Грэмми».

## Выпуск сингла
Песня имеет средний темп, что напоминает стиль R&B 1990-х годов. Главная героиня сожалеет о неудавшихся отношениях, которые не принесли ожидаемого результата. В отличие от «We Belong Together», другой песни из альбома «The Emancipation of Mimi», героиня песни не очень подавлена, и признает, что её экс-возлюбленный встречается с другой девушкой. Однако, она не хочет, чтобы он забыл то, что их связывало вместе: «Ничто не сравнится с нашей первой настоящей любовью, и я надеюсь, что она будет напоминать о нас, это реально — это навсегда, так что не забывай о нас» (англ. вариант «Nothing can compare to your first true love, so I hope this will remind you, when it’s for real it’s forever, so don’t forget about us»). Она также напоминает своему экс-возлюбленному, что независимо от того, кто его новая девушка — он не будет так же счастлив, как раньше. «Я держу пари, что она не такая как я, и не сможет быть мной». (англ. вариант «I bet she can’t do like me, she’ll never be MC»).
Мэрайю Кэри обвиняли в повторении «формул» её синглов, если они становились успешными. Например, в прошлом она создала такие песни как: «Heartbreaker» (1999) и «Loverboy» (2001), которые были слишком схожи с песней «Dreamlover» (1993) и «Fantasy» (1995). Несколько музыкальных критиков проводили параллели между «Don’t Forget About Us» и «We Belong Together» — вторым и самым успешным синглом альбома «The Emancipation of Mimi». Чак Тейлор в журнале «Billboard» назвал песню «продолжением предыдущего хита… Проникновенный, наполненный душой трек». Билл Лэмб из журнала «About.com», более положительно охарактеризовал песню, написав: «Это не бриллиантовая аналогия с „We Belong Together“ … [но] те, кто желает разнообразия от Мэрайи, должны смотреть где-нибудь ещё».
«Don’t Forget About Us» был назначен BET Awards в номинации «Выбор зрителя» в 2006 году. Также песня была объявлена в 2007 Grammy Awards в номинации «Лучшее женское вокальное R&B исполнение» и «Лучшая R&B песня».

## Дебют в чартах
Сингл «Don’t Forget About Us» был официально добавлен на радиостанции США 11 октября 2005 года, но он уже был во многих чартах радиостанций страны и до этого. Премьера песни состоялась на радио и в Интернете в конце сентября. Сингл занял первое место в чарте Billboard Hot 100 на одиннадцатой неделе ротаций на радиостанциях, и продержался на вершине 2 недели — с 25 декабря по 8 января. Он был смещен синглом «Run It!» Криса Брауна, и сместил сингл «Laffy Taffy» — D4L. Трек «Don’t Forget About Us» оставался в списке лучших сорока синглов в течение 80 недель, и также достиг нескольких первых мест в чартах Billboard, включая Hot R&B/Hip-Hop Singles and Tracks. Мэрайя Кэри сравняла счёт с Элвисом Пресли по количеству синглов #1 в США — 17 (среди одиночных артистов). Позже она превзошла это число и теперь находится только позади группы «The Beatles», у которой 20 синглов #1.
Успешный старт сингла в США был обязан мощной радио-ротации, но продвижение нового сингла происходило более медленно в чарте Billboard Hot 100, чем предыдущие два сингла Мэрайи из-за нехватки цифровых загрузок. Вследствие чего, были изданы альбомная и ремикс версии сингла для музыкальных продаж на 13 декабря 2005 года, когда песня была на втором месте чарта Billboard Hot 100. Позже RIAA сертифицировал сингл «Don’t Forget About Us» —- золотым сертификатом.
Песня «Don’t Forget About Us» была успешна не только в США, но и за её пределами: она возглавила вершины чартов Бразилии, Финляндии и находилась в лучшей двадцатке синглов Великобритании, Канады и Австралии. Однако, эта песня пользовалась умеренным успехом в Континентальной Европе.

## Видео
Режиссёром клипа стал Paul Hunter, который уже работал с Мэрайей над клипом «Honey» в 1997 году, он сотрудничал с ней между двумя различными периодами времени. В первом из них он преобразует лирический стиль Мэрайи в современный, во втором — вовлекает в воспоминания об отношениях в прежней любви (роль её парня играет модель Dolce & Gabbana — Christian Monzon). Видео воздает должное актрисе Мерилин Монро, чей стиль поддерживался в клипе Мэрайи — «I Still Believe» в 1998 году. В видеоряде «Don’t Forget About Us» певица находится в бассейне, где видна её нога над водой, что идентично фрагменту незаконченного фильма Мерилин Монро — «Something's Got to Give» 1962 года, в котором актриса делает схожую позу.
Официальный выпуск видео был назначен на 1 ноября 2005 года, но премьера состоялась 29 октября на MTV в передаче «Spanking New». Видео стало #1 в телепередачах «Total Request Live», «106 & Park», «Top 20 Video Countdown». Клип вызвал у зрителей теплые чувства, также приятный мотив и видеоряд — способствовал успеху сингла в праздничный сезон Рождества и Нового года — песня заняла первое место в чартах США Billboard.

## Ремиксы
Главный ремикс песни «Don’t Forget About Us» был спродюсирован Джермани Дюпри и известен как «Mr. Dupri mix». В создании ремикса песни участвовали рэперы Juelz Santana, Krayzie Bone и Layzie Bone, вследствие чего количество вокальных партий Мэрайи были уменьшены. Премьера песни произошла 29 ноября 2005 года на радиостанции Чикаго «B-96 FM». Позже «Mr. Dupri mix» был добавлен в Музыкальный магазин iTunes для цифровых загрузок песни, в то время как несколько танцевальных ремиксов (Ralphi Rosario & Craig J., Quentin Harris and Tony Moran & Warren Rigg) были изданы и доступны для продажи в других разничных магазинах загрузок. Ремикс «Mr. Dupri mix» имел достаточное количество скачиваний, чтобы помочь песне «Don’t Forget About Us» занять первую строчку чарта Hot Digital Songs, тогда как альбом смог достигнуть только второго места в чарте цифровых загрузок.
В январе 2007 новый «Desert Storm» ремикс, спродюсированный DJ Clue (который также создал ремиксы на «We Belong Together» и «Shake It Off») при участии рэперов Fabolous и Styles P., был запущен на радио.
Также первоначально предполагалось создать совместный ремикс с Cam’ron и Da Brat, но их запись была отменена после того, как Cam’ron был ранен во время съемок. В этой версии текст песни Мэрайи остается тем же, но изменяется припев. «Desert Storm» ремикс был включен в студийный альбом DJ Clue «The Professional, Pt. 3». Также на эту версию песни был снят клип, в котором Мэрайя, DJ Clue и Fabulous записывают ремикс в звукозаписывающей студии. Этот клип можно найти на официальной странице DJ Clue — MySpace.

## Официальные версии и ремиксы
- Album Version 3:53
- Desert Storm Remix Ft. Fabolous & Styles P 4:51
- Instrumental 3:38
- Quentin Harris — Radio Mix 4:40
- Quentin Harris Re-Production Shelter Anthem 12:24
- Ralphi Rosario & Craig J. Anthemic Radio Mix 3:45
- Ralphi Rosario & Craig J. Anthomic Vocal 9:56
- Ralphi Rosario & Craig J. Martini At Xo Vocal Edit 3:41
- Ralphi Rosario & Craig J. Martini At Xo Vocal Mix 7:42
- Ralphi Rosario 'N' Jody DB Anthomic Dub 11:44
- So So Def Remix Ft. Juelz Santana & Bone Thugs-N-Harmony 3:32
- Tony & Warren’s Percussion Dub 9:44
- Tony Moran & Warren Rigg Dancefloor Anthem 9:34
- Tony Moran Radio Edit 4:17

## Позиции в чартах
| Страна (2005)                        | Место |
| ------------------------------------ | ----- |
| США Billboard Hot 100                | 1     |
| США Pop 100                          | 2     |
| США Hot R&B/Hip-Hop Singles & Tracks | 1     |
| США Mainstream Top 40                | 3     |
| Финляндия Singles Chart              | 1     |
| Италия Singles Chart                 | 11    |
| Великобритания UK Singles Chart      | 11    |
| Австралия Singles Chart              | 12    |
| Новая Зеландия Singles Chart         | 12    |
| Канада Airplay Chart                 | 17    |
| Швейцария Singles Chart              | 19    |
| Ирландия Singles Chart               | 25    |
| Дания Singles Chart                  | 25    |
| Германия Singles Chart               | 41    |
| Нидерланды Singles Chart             | 43    |
| Австрия Top 75 Singles               | 61    |